# Günter Böhme (Maler)

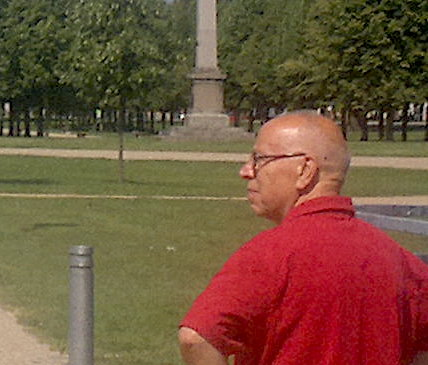
Günter Böhme

Günter Böhme (* 1940 in Naumburg/Saale) ist ein deutscher Maler und Grafiker.

## Leben und Werk
Von 1959 bis 1963 studierte Günter Böhme Kunsterziehung an der Humboldt-Universität Berlin, danach war er Kunstlehrer in Berlin-Karlshorst. Mitarbeit im Verband Bildender Künstler der DDR (VBK Berlin) und in Arbeitsgruppen der Akademie für Pädagogische Wissenschaften (APW der DDR) zur Intensivierung des Kunstunterrichtes. Er war Tutor von Absolventen der Kunsterziehung der Humboldt-Universität Berlin und veröffentlichte Beiträge zur Individualisierung des Kunstunterrichtes in Fachzeitschriften („Kunsterziehung“ und Bildende Kunst). Ab 1986 war er Dozent für Bildende Kunst im Institut für Lehrerbildung und 1990/91 Mitbegründer des Bund Deutscher Kunsterzieher/Ost, dann Mitglied im Landesvorstand Berlin. Es folgten Publikationen in „BDK-Mitteilungen“. 1990 nahm er an der ersten gemeinsamen Kunstausstellung von Ost- und West-Berliner Künstlern im Verein Berliner Künstler teil. Ab 1991 war er Fachleiter für Kunst am Coppi-Gymnasium Berlin-Karlshorst. 2017 erhielt er den Brandenburgischen Kunstpreis.
Mit Frank Beutel, Sigrun Pfitzenreuter, Hans der Fährmann und Ute Weckend schloss er sich 2010 zur Künstlergruppe 2010 zusammen. Diese hatte u. a. 2010 mit Künstlern aus dem Ennepe-Ruhr-Kreis in Schwelm eine große Ausstellung zum Thema 20 Jahre Wiedervereinigung.

## Ausstellungen
- 1981: Galerie im Haus des Lehrers Berlin-Alexanderplatz, Grafik/Malerei
- 1983: Malerei-Galerie Romanisches Haus Bad Kösen
- 1985: Ermatingen/Schweiz, Grafik/Malerei
- 1987: Grünstadt/Rheinland-Pfalz, Grafik/Malerei
- 1988: Studentenclub Berlin-Hohenschhausen, Aquarelle/Druckgrafik
- 1989: Studio Galerie Berlin-Hohenschhausen, „Cartoon“
- 1990: Galerie Oranienburg und Galerie Hameln, Politische Cartoons
- 1990: Verein Berliner Künstler Berlin-Moabit
- 1993: Galerie Anklam, Malerei
- 2001: FEZ Berlin-Wuhlheide, „Verspannungen“ Malerei
- 2003: Galerie Uckermärkische Bühnen Schwedt/Oder, Malerei
- 2004: Galerie Storkower Bogen Berlin, Malerei
- 2006: Galerie des St.Joseph-Krankenhauses in Berlin-Weißensee, „Beendet“ Malerei
- 2006: Galerie „Roter Laden“ Berlin-Friedrichshain, „100 Postkarten“
- 2007: St. Marienkirche Beeskow, „Königsbilder“ Malerei
- 2007: Galerie Eberswalde, „Kopflos“ Malerei
- 2008: Galerie OST-ART Bln.Lichtenberg, „Sommerbilder“
- 2008: Keramikmuseum Velten, „Königsköpfe“ Malerei/Keramik
- 2009: Kunsthalle Museum Romanisches Haus Bad Kösen, „Königsbilder“
- 2009: Galerie Grimmnitz, Malerei „Natur und Gestalt“
- 2010: Rathaus Lübben, Ausstellung „Zeitkunst“
- 2010: Kunstrestauration Berlin-Karlshorst, „Bildkarten“
- 2011: Landratsamt Schwelm NRW, Künstlergruppe 2010[3]
- 2011: Galerie „Alte Feuerwache“ Eichwalde, „Kunst gegen Fluglärm“ Künstlergruppe 2010
- 2012: Galerie am Nöldner Platz Berlin, „Bebildert“ Malerei
- 2012: Galerie des Helmholtz-Zentrums Berlin-Adlershof, „Figuration“ Malerei
- 2013: Galerie „Alte Feuerwache“ Eichwalde, „Kopf-los“ Malerei
- 2014: Städtisches Museum/Kunstsammlung Eisenhüttenstadt, Malerei / Grafik / Keramik mit der Künstlergruppe 2010
- 2014: Vertikale Galerie Lübben, Collagen/Objekte, (Laudatio Herbert Schirmer)
- 2014: Neue Kapelle Elisabeth Krankenhaus Berlin-Lichtenberg, Malerei
- 2014: Galerie Bürgerhaus Teltow, „Beflügelt“ Malerei
- 2014: Galerie „Helle Panke“ Berlin-Prenzlauer Berg, „Malerei/Holzschnitte“
- 2014: Schlosskapelle Remelin (Mckl./Vorp.), Malerei
- 2015: Galerie Packschuppen Glashütte mit Plastischen Objekten von Ted Behrens, Malerei
- seit 2015: Teilnahme an der ART10 Wildau
- 2016: Galerie „Helle-Panke“ Berlin-Prenzlauer Berg, „Malerei-Grafik“
- 2016: Patronatskirche Schulzendorf, Malerei
- 2016: Bibliothek Eichwalde, „Buchobjekte“
- 2017: Lübben, Rathausgalerie („Ein Leben für die Kunst“)
- 2017: Kleine Galerie Goyatz, Malerei
- 2017: Kreuzkirche Dresden mit Frank Beutel, Hans dem Fährmann, „Mahnung,Versöhnung,Aufbruch“ Malerei[4]
- 2018: Kommunale Galerie Berlin-Karlshorst, „Sinnbilder“
- 2018: Galerie Eremitage Gransee, „DRUCK MACHEN“[5]
- 2018: Galerie Blankenfelde/Mahlow Brandenburg, „Malerei“
- 2019: Galerie Velten, mit P.Felix / J.Hinze, „Dreiklang“ Malerei/Collage
- 2020: Galerie Bibliothek am Tierpark Berlin, „Literaten“, Holzschnitte
- 2021: Galerie Wünsdorf, Lübben, Ausstellungsbeteiligungen